# UFC 70
UFC 70: Nations Collide（ユーエフシー・セブンティ：ネイションズ・コライド）は、アメリカ合衆国の総合格闘技団体「UFC」の大会の一つ。2007年4月21日、イングランド・マンチェスターのマンチェスター・イブニング・ニュース・アリーナで開催された。
大会は全世界にPPV配信され、Spikeによって6時間遅れで北米に無料放送された。

## 大会概要
サブタイトル「Nations Collide（国々の激突）」の通り、様々な国籍の選手が参加。なお、各階級いずれもタイトル戦は行われず。メインイベントではヘビー級王座挑戦者決定戦が行われ、ガブリエル・ゴンザーガがミルコ・クロコップに勝利した。
なお、本大会ではPRIDEヘビー級の強豪ファブリシオ・ヴェウドゥムがUFCに初参戦したが、アンドレイ・アルロフスキーに判定負けを喫し、黒星デビューとなった。
キャリア9戦全勝のテリー・エティム、マット・グライス、9戦無敗のエジベルト・クロコタがUFCデビュー。

## 試合結果

### プレリミナリィカード
第1試合 ウェルター級 5分5R
○  ポール・テイラー vs.  エジベルト・クロコタ ×
3R 0:37 TKO（レフェリーストップ：右ハイキック→パウンド）
第2試合 ウェルター級 5分5R
○  ジェス・リアウディン vs.  デニス・シヴァー ×
1R 1:21 腕ひしぎ十字固め
第3試合 ライトヘビー級 5分3R
○  アレッシオ・サカラ vs.  ビクター・ヴァリマキ ×
1R 1:44 TKO（レフェリーストップ：パウンド）
第4試合 ライト級 5分3R
○  ジュニオール・アスンソン vs.  デビッド・リー ×
2R 1:55 チョークスリーパー
第5試合 ライト級 5分3R
○  テリー・エティム vs.  マット・グライス ×
1R 4:38 フロントチョーク

### メインカード
第6試合 ヘビー級 5分3R
○  シーク・コンゴ vs.  アスエリオ・シウバ ×
3R終了 判定2-0（29-28、29-28、28-28）
第7試合 ライトヘビー級 5分3R
○  リョート・マチダ vs.  デビッド・ヒース ×
3R終了 判定3-0（30-27、30-26、30-27）
第8試合 ライトヘビー級 5分3R
○  マイケル・ビスピン vs.  エルヴィス・シノシック ×
2R 1:40 TKO（レフェリーストップ：パウンド）
第9試合 ヘビー級 5分3R
○  アンドレイ・アルロフスキー vs.  ファブリシオ・ヴェウドゥム ×
3R終了 判定3-0（30-27、30-27、30-27）
第10試合 ヘビー級王座挑戦者決定戦 5分3R
○  ガブリエル・ゴンザーガ vs.  ミルコ・クロコップ ×
1R 4:51 KO（右ハイキック）
※ゴンザーガが挑戦権獲得に成功。

### 各賞
ファイト・オブ・ザ・ナイト： マイケル・ビスピン vs. エルヴィス・シノシック
ノックアウト・オブ・ザ・ナイト： ガブリエル・ゴンザーガ
サブミッション・オブ・ザ・ナイト： テリー・エティム
各選手にはボーナスとして30,000ドルが支給された。